# Rémy Orban
Joseph Albert Célestin Rémy Orban (9 de abril de 1880-1951) fue un deportista belga que compitió en remo. Fue hermano del también remero Max Orban.
Participó en los Juegos Olímpicos de Londres 1908, obteniendo una medalla de plata en la prueba de ocho con timonel. Ganó una medalla de oro en el Campeonato Europeo de Remo de 1906.

## Palmarés internacional
| Juegos Olímpicos   | Juegos Olímpicos      | Juegos Olímpicos | Juegos Olímpicos |
| Año                | Lugar                 | Medalla          | Prueba           |
| ------------------ | --------------------- | ---------------- | ---------------- |
| 1908               | Londres (Reino Unido) | Medalla de plata | Ocho con timonel |
| Campeonato Europeo |                       |                  |                  |
| Año                | Lugar                 | Medalla          | Prueba           |
| 1906               | Pallanza (Italia)     | Medalla de oro   | Ocho con timonel |